# Хмелевой
Хмелевой — посёлок в Икрянинском районе Астраханской области России. Входит в состав Оранжерейнинского сельсовета.

## География
Посёлок находится в юго-западной части Астраханской области, в дельте Волги на острове, обтекаемом рукавами Бахтемир и Подстепок, у вхождения Бахтемира в Волго-Каспийский канал.
Уличная сеть
Ул. Волжская, ул. Куйбышева, ул. Лесная, ул. Мичурина, ул. Озерная, ул. Песчаная, ул. Речная
Климат
Умеренный, резко континентальный. Характеризуется высокими температурами летом и низкими — зимой, малым количеством осадков, а также большими годовыми и летними суточными амплитудами температуры воздуха.

## Население
| 2002 | 2010 |
| ---- | ---- |
| 417  | ↘371 |

Национальный и гендерный состав
По данным Всероссийской переписи, в 2010 году численность населения села составляла 371 человек (174 мужчины и 197 женщин). Согласно результатам переписи 2002 года, в национальной структуре населения русские составляли 97 % от 509 жителей.
| Национальность | Численность (2010) | Процент |
| -------------- | ------------------ | ------- |
| Русские        | 260                | 70,1%   |
| Казахи         | 86                 | 23,3%   |
| Армяне         | 8                  | 2,2%    |
| Украинцы       | 4                  | 1,1%    |
| Аварцы         | 3                  | 0,8%    |
| Не указана     | 10                 | 2,7%    |
| Всего          | 371                | 100%    |

## Инфраструктура
Главные инфраструктурные объекты находятся в селе Оранжереи — центре поселения.